# Liga de Naciones de Voleibol Masculino de 2024
La Liga de Naciones de Voleibol de 2024 fue la sexta edición del torneo anual más importante de selecciones nacionales de voleibol, el evento es organizado por la Federación Internacional de Voleibol (FIVB) y cuenta con 16 equipos. El evento tuvo lugar  del 21 de mayo al 30 de junio, y la ronda final se disputó en Łódź, Polonia.

## Equipos participantes
16 equipos se calificaron para la competencia. 10 de ellos calificaron como equipos principales que no descienden. Otros 6 equipos fueron seleccionados como equipos invitados que podrían ser relegados del torneo. 
Turquía reemplazó a China tras ganar la Challenger Cup 2023.
En un cambio de formato para la próxima edición, ninguno de los equipos actuales descenderá y a partir del año 2025 la competición estará formada por 18 equipos. Los dos lugares adicionales serán del equipo que gane la Copa Challenger 2024 y el equipo mejor clasificado de la FIVB que no esté en el evento de este año. Además el estatus de equipo principal e invitado desaparecerá y el último equipo en la clasificación final de la competencia descenderá, para ser reemplazado por el equipo mejor clasificado del mundo para la siguiente VNL.
|                     | AVC        | CEV                                     | NORCECA        | CSV              |
| ------------------- | ---------- | --------------------------------------- | -------------- | ---------------- |
| Equipos principales | Japón Irán | Alemania Francia Italia Polonia Serbia  | Estados Unidos | Argentina Brasil |
| Equipos desafiantes |            | Bulgaria Países Bajos Eslovenia Turquía | Canadá Cuba    |                  |

### Participaciones
| País           | Confederación | Designación       | Apariciones previas | Apariciones previas | Apariciones previas | Mejor resultado               |
| País           | Confederación | Designación       | Total               | Primera             | Última              | Mejor resultado               |
| -------------- | ------------- | ----------------- | ------------------- | ------------------- | ------------------- | ----------------------------- |
| Argentina      | CSV           | Equipo Principal  | 5                   | 2018                | 2023                | 5.º lugar (2023)              |
| Brasil         | CSV           | Equipo Principal  | 5                   | 2018                | 2023                | Campeones (2021)              |
| Bulgaria       | CEV           | Equipo Desafiante | 5                   | 2018                | 2023                | 11.º lugar (2018)             |
| Canadá         | NORCECA       | Equipo Desafiante | 5                   | 2018                | 2023                | 7.º lugar (2018)              |
| Cuba           | NORCECA       | Equipo Desafiante | 1                   | 2023                | 2023                | 13.º lugar (2023)             |
| Francia        | CEV           | Equipo Principal  | 5                   | 2018                | 2023                | Campeones (2022)              |
| Alemania       | CEV           | Equipo Principal  | 5                   | 2018                | 2023                | 9.º lugar (2018)              |
| Irán           | AVC           | Equipo Principal  | 5                   | 2018                | 2023                | 5.º lugar (2019)              |
| Italia         | CEV           | Equipo Principal  | 5                   | 2018                | 2023                | 4.º lugar (2022, 2023)        |
| Japón          | AVC           | Equipo Principal  | 5                   | 2018                | 2023                | 3.º lugar (2023)              |
| Países Bajos   | CEV           | Equipo Desafiante | 3                   | 2021                | 2023                | 8.º lugar (2022)              |
| Polonia        | CEV           | Equipo Principal  | 5                   | 2018                | 2023                | Campeones (2023)              |
| Serbia         | CEV           | Equipo Principal  | 5                   | 2018                | 2023                | 5.º lugar (2018)              |
| Eslovenia      | CEV           | Equipo Desafiante | 3                   | 2021                | 2023                | 4.º lugar (2021)              |
| Turquía        | CEV           | Equipo Desafiante | 0                   | —                   | —                   | Primera aparición             |
| Estados Unidos | NORCECA       | Equipo Principal  | 5                   | 2018                | 2023                | Finalistas (2019, 2022, 2023) |

## Sistema de competición

### Ronda Preliminar
Los 16 equipos se dividirán en dos bombos de 8 equipos. Cada semana, los equipos deberán jugar 4 partidos contra rivales de sus bombos, en un total de 3 semanas. Ocho equipos de la tabla general clasifican a la ronda final, siendo uno de ellos el anfitrión de la fase final Polonia.

### Ronda final
Los siete mejores clasificados de la tabla general junto a Polonia se enfrentarán en una serie de llaves a partir de cuartos de final. Para asignar los enfrentamientos, el primero de la tabla jugará contra el octavo, el 2.º contra el 7.º, el 3.º contra el 6.º y el 4.º contra el 5.º.
En caso de que Polonia clasifique entre los 8 primeros de la tabla, se le asignará la 1.º cabeza de serie. De lo contrario, se le asignará la 8.º.

## Formato del torneo
| Semana 1                                                                      | Semana 1                                                | Semana 2                                                      | Semana 2                                                                | Semana 3                                                        | Semana 3                                                              |
| Grupo 1 Antalya                                                               | Grupo 2 Río de Janeiro                                  | Grupo 3 Fukuoka                                               | Grupo 4 Ottawa                                                          | Grupo 5 Ljubljana                                               | Grupo 6 Manila                                                        |
| ----------------------------------------------------------------------------- | ------------------------------------------------------- | ------------------------------------------------------------- | ----------------------------------------------------------------------- | --------------------------------------------------------------- | --------------------------------------------------------------------- |
| Turquía Polonia Estados Unidos Eslovenia Francia Países Bajos Canadá Bulgaria | Brasil Italia Argentina Japón Serbia Irán Cuba Alemania | Japón Brasil Polonia Eslovenia Irán Turquía Bulgaria Alemania | Canadá Italia Estados Unidos Francia Argentina Serbia Países Bajos Cuba | Eslovenia Polonia Italia Argentina Serbia Turquía Cuba Bulgaria | Japón Estados Unidos Brasil Francia Irán Países Bajos Alemania Canadá |

### Posiciones
| Posición | Equipo         | Partidos | Partidos | Partidos | Pts | Sets | Sets | Sets  | Puntos | Puntos | Puntos |
| Posición | Equipo         | PJ       | PG       | PP       | Pts | SG   | SP   | Ratio | PG     | PP     | Ratio  |
| -------- | -------------- | -------- | -------- | -------- | --- | ---- | ---- | ----- | ------ | ------ | ------ |
| 1.º      | Eslovenia      | 12       | 11       | 1        | 28  | 34   | 14   | 2.428 | 1145   | 1026   | 1.115  |
| 2.º      | Polonia        | 12       | 10       | 2        | 29  | 31   | 10   | 3.100 | 973    | 856    | 1.136  |
| 3.º      | Italia         | 12       | 9        | 3        | 27  | 29   | 14   | 2.071 | 1006   | 884    | 1.138  |
| 4.º      | Japón          | 12       | 9        | 3        | 25  | 30   | 17   | 1.764 | 1039   | 1019   | 1.019  |
| 5.º      | Canadá         | 12       | 8        | 4        | 23  | 29   | 19   | 1.526 | 1089   | 1071   | 1.016  |
| 6.º      | Francia        | 12       | 8        | 4        | 23  | 30   | 20   | 1.500 | 1122   | 1070   | 1.048  |
| 7.º      | Brasil         | 12       | 6        | 6        | 21  | 27   | 24   | 1.125 | 1154   | 1106   | 1.043  |
| 8.º      | Argentina      | 12       | 6        | 6        | 18  | 23   | 24   | 0.958 | 1049   | 1049   | 1.000  |
| 9.º      | Cuba           | 12       | 5        | 7        | 17  | 24   | 26   | 0.923 | 1109   | 1132   | 0.979  |
| 10.º     | Serbia         | 12       | 5        | 7        | 17  | 23   | 26   | 0.884 | 1051   | 1094   | 0.960  |
| 11.º     | Alemania       | 12       | 5        | 7        | 15  | 20   | 25   | 0.800 | 1018   | 1048   | 0.971  |
| 12.º     | Estados Unidos | 12       | 5        | 7        | 15  | 19   | 26   | 0.730 | 1015   | 1047   | 0.969  |
| 13.º     | Países Bajos   | 12       | 3        | 9        | 11  | 17   | 31   | 0.548 | 1057   | 1107   | 0.954  |
| 14.º     | Bulgaria       | 12       | 3        | 9        | 8   | 12   | 31   | 0.387 | 900    | 1033   | 0.871  |
| 15.º     | Irán           | 12       | 2        | 10       | 6   | 14   | 34   | 0.411 | 1026   | 1111   | 0.923  |
| 16.º     | Turquía        | 12       | 1        | 11       | 5   | 13   | 34   | 0.382 | 1024   | 1124   | 0.911  |

     Clasificados a la ronda final      Clasificado como anfitrión

Actualizado al 23-06-2024. Fuente: VNL

### Resultados

#### Semana 1
- Del 21 al 26 de mayo

Grupo 1
- Sede:  Antalya Sports Hall
- Todos los horarios corresponden a la hora de Antalya, Turquía ( UTC+03:00 )

| Fecha  | Hora  | Equipo 1       | Sets  | Equipo 2       | Set 1 | Set 2 | Set 3 | Set 4 | Set 5 | Total   |
| ------ | ----- | -------------- | ----- | -------------- | ----- | ----- | ----- | ----- | ----- | ------- |
| 21 May | 17:00 | Bulgaria       | 0 : 3 | Francia        | 21-25 | 24-26 | 14-25 | -     | -     | 59-76   |
| 21 May | 20:00 | Turquía        | 1 : 3 | Canadá         | 25-17 | 23-25 | 21-25 | 21-25 | -     | 90-92   |
| 22 May | 17:00 | Países Bajos   | 2 : 3 | Eslovenia      | 33-31 | 22-25 | 25-20 | 21-25 | 25-27 | 126-128 |
| 22 May | 20:00 | Estados Unidos | 0 : 3 | Polonia        | 22-25 | 15-25 | 24-26 | -     | -     | 61-76   |
| 23 May | 14:00 | Eslovenia      | 3 : 1 | Francia        | 25-18 | 25-22 | 23-25 | 25-21 | -     | 98-86   |
| 23 May | 17:00 | Canadá         | 1 : 3 | Polonia        | 25-18 | 20-25 | 23-25 | 21-25 | -     | 89-93   |
| 23 May | 20:00 | Turquía        | 2 : 3 | Países Bajos   | 25-19 | 25-20 | 18-25 | 21-25 | 9-15  | 98-104  |
| 24 May | 14:00 | Bulgaria       | 0 : 3 | Canadá         | 22-25 | 28-30 | 24-26 | -     | -     | 74-81   |
| 24 May | 17:00 | Francia        | 3 : 0 | Estados Unidos | 25-22 | 25-21 | 25-21 | -     | -     | 75-64   |
| 24 May | 20:00 | Países Bajos   | 0 : 3 | Polonia        | 28-30 | 23-25 | 18-25 | -     | -     | 69-80   |
| 25 May | 14:00 | Eslovenia      | 3 : 2 | Canadá         | 22-25 | 25-18 | 25-18 | 21-25 | 15-10 | 108-96  |
| 25 May | 17:00 | Turquía        | 1 : 3 | Francia        | 27-25 | 23-25 | 16-25 | 14-25 | -     | 80-100  |
| 25 May | 20:00 | Bulgaria       | 3 : 1 | Estados Unidos | 25-21 | 25-20 | 21-25 | 25-21 | -     | 96-87   |
| 26 May | 14:00 | Eslovenia      | 3 : 0 | Polonia        | 25-20 | 25-21 | 25-18 | -     | -     | 75-59   |
| 26 May | 17:00 | Turquía        | 1 : 3 | Estados Unidos | 25-20 | 22-25 | 25-27 | 21-25 | -     | 93-97   |
| 26 May | 20:00 | Bulgaria       | 1 : 3 | Países Bajos   | 16-25 | 25-20 | 13-25 | 20-25 | -     | 74-95   |

Grupo 2
- Sede:  Maracanãzinho
- Todos los horarios corresponden a la hora de Río de Janeiro, Brasil ( UTC-03:00 )

| Fecha  | Hora  | Equipo 1  | Sets  | Equipo 2  | Set 1 | Set 2 | Set 3 | Set 4 | Set 5 | Total   |
| ------ | ----- | --------- | ----- | --------- | ----- | ----- | ----- | ----- | ----- | ------- |
| 21 May | 17:30 | Argentina | 1 : 3 | Japón     | 26-24 | 22-25 | 23-25 | 19-25 | -     | 90-99   |
| 21 May | 21:00 | Cuba      | 3 : 1 | Brasil    | 25-23 | 27-29 | 25-21 | 25-21 | -     | 102-94  |
| 22 May | 17:30 | Alemania  | 0 : 3 | Italia    | 21-25 | 18-25 | 23-25 | -     | -     | 62-75   |
| 22 May | 21:00 | Irán      | 1 : 3 | Serbia    | 25-27 | 25-17 | 19-25 | 18-25 | -     | 87-94   |
| 23 May | 14:00 | Cuba      | 3 : 1 | Alemania  | 26-24 | 25-20 | 18-25 | 25-23 | -     | 94-92   |
| 23 May | 17:30 | Japón     | 3 : 0 | Serbia    | 25-20 | 25-16 | 25-22 | -     | -     | 75-58   |
| 23 May | 21:00 | Argentina | 2 : 3 | Brasil    | 13-25 | 25-20 | 25-19 | 23-25 | 11-15 | 97-104  |
| 24 May | 14:00 | Cuba      | 2 : 3 | Japón     | 25-18 | 22-25 | 23-25 | 25-19 | 20-22 | 115-109 |
| 24 May | 17:30 | Irán      | 0 : 3 | Italia    | 19-25 | 18-25 | 11-25 | -     | -     | 48-75   |
| 24 May | 21:00 | Serbia    | 1 : 3 | Brasil    | 21-25 | 20-25 | 25-22 | 22-25 | -     | 88-97   |
| 25 May | 14:00 | Japón     | 1 : 3 | Italia    | 25-23 | 16-25 | 17-25 | 17-25 | -     | 75-98   |
| 25 May | 17:30 | Argentina | 3 : 1 | Alemania  | 21-25 | 25-19 | 25-21 | 25-21 | -     | 96-86   |
| 25 May | 21:00 | Cuba      | 3 : 1 | Irán      | 25-20 | 14-25 | 25-21 | 25-21 | -     | 89-87   |
| 26 May | 10:00 | Brasil    | 2 : 3 | Italia    | 25-17 | 15-25 | 25-22 | 17-25 | 13-15 | 95-104  |
| 26 May | 14:00 | Serbia    | 0 : 3 | Alemania  | 21-25 | 20-25 | 20-25 | -     | -     | 61-75   |
| 26 May | 17:30 | Irán      | 2 : 3 | Argentina | 25-23 | 29-31 | 25-20 | 20-25 | 13-15 | 112-114 |

#### Semana 2
- Del 4 al 9 de junio

Grupo 3
- Sede:  West Japan General Exhibition Center
- Todos los horarios corresponden a la hora de Fukuoka, Japón ( UTC+09:00 )

| Fecha | Hora  | Equipo 1  | Sets  | Equipo 2  | Set 1 | Set 2 | Set 3 | Set 4 | Set 5 | Total   |
| ----- | ----- | --------- | ----- | --------- | ----- | ----- | ----- | ----- | ----- | ------- |
| 4 Jun | 12:00 | Alemania  | 0 : 3 | Brasil    | 15-25 | 16-25 | 15-25 | -     | -     | 46-75   |
| 4 Jun | 15:30 | Polonia   | 3 : 1 | Bulgaria  | 21-25 | 25-21 | 25-19 | 25-18 | -     | 96-83   |
| 4 Jun | 19:20 | Irán      | 0 : 3 | Japón     | 23-25 | 22-25 | 17-25 | -     | -     | 62-75   |
| 5 Jun | 15:30 | Eslovenia | 3 : 0 | Turquía   | 25-22 | 26-24 | 25-20 | -     | -     | 76-66   |
| 5 Jun | 19:20 | Alemania  | 2 : 3 | Japón     | 22-25 | 25-22 | 27-25 | 23-25 | 8-15  | 105-112 |
| 6 Jun | 12:00 | Irán      | 1 : 3 | Brasil    | 19-25 | 25-22 | 16-25 | 23-25 | -     | 83-97   |
| 6 Jun | 15:30 | Bulgaria  | 1 : 3 | Alemania  | 24-26 | 25-22 | 16-25 | 16-25 | -     | 81-98   |
| 6 Jun | 19:20 | Polonia   | 3 : 0 | Turquía   | 25-19 | 25-12 | 25-19 | -     | -     | 75-50   |
| 7 Jun | 12:00 | Bulgaria  | 3 : 2 | Irán      | 20-25 | 25-22 | 25-23 | 20-25 | 15-11 | 105-106 |
| 7 Jun | 15:30 | Brasil    | 2 : 3 | Eslovenia | 25-27 | 25-23 | 24-26 | 25-21 | 12-15 | 111-112 |
| 7 Jun | 19:20 | Japón     | 0 : 3 | Polonia   | 17-25 | 15-25 | 20-25 | -     | -     | 52-75   |
| 8 Jun | 12:00 | Turquía   | 3 : 1 | Irán      | 22-25 | 25-23 | 25-23 | 27-25 | -     | 99-96   |
| 8 Jun | 15:30 | Polonia   | 1 : 3 | Brasil    | 21-25 | 17-25 | 25-21 | 23-25 | -     | 86-96   |
| 8 Jun | 19:20 | Japón     | 3 : 1 | Eslovenia | 25-23 | 19-25 | 26-24 | 25-21 | -     | 95-93   |
| 9 Jun | 15:30 | Turquía   | 2 : 3 | Alemania  | 22-25 | 44-42 | 23-25 | 25-19 | 12-15 | 126-126 |
| 9 Jun | 19:20 | Bulgaria  | 0 : 3 | Eslovenia | 23-25 | 14-25 | 20-25 | -     | -     | 57-75   |

Grupo 4
- Sede:  TD Place
- Todos los horarios corresponden a la hora de Ottawa, Canadá ( UTC-05:00 )

| Fecha | Hora  | Equipo 1       | Sets  | Equipo 2       | Set 1 | Set 2 | Set 3 | Set 4 | Set 5 | Total   |
| ----- | ----- | -------------- | ----- | -------------- | ----- | ----- | ----- | ----- | ----- | ------- |
| 4 Jun | 15:30 | Argentina      | 0 : 3 | Estados Unidos | 23-25 | 21-25 | 24-26 | -     | -     | 68-76   |
| 4 Jun | 19:00 | Canadá         | 3 : 1 | Cuba           | 25-21 | 25-27 | 25-20 | 28-26 | -     | 103-94  |
| 5 Jun | 15:30 | Serbia         | 3 : 0 | Países Bajos   | 25-17 | 25-20 | 26-24 | -     | -     | 76-61   |
| 5 Jun | 19:00 | Francia        | 3 : 2 | Italia         | 25-23 | 18-25 | 25-23 | 19-25 | 15-10 | 102-106 |
| 6 Jun | 10:00 | Cuba           | 1 : 3 | Países Bajos   | 24-26 | 25-21 | 20-25 | 22-25 | -     | 91-97   |
| 6 Jun | 15:30 | Estados Unidos | 0 : 3 | Italia         | 23-25 | 24-26 | 20-25 | -     | -     | 67-76   |
| 6 Jun | 19:00 | Canadá         | 1 : 3 | Argentina      | 18-25 | 25-22 | 21-25 | 20-25 | -     | 84-97   |
| 7 Jun | 10:00 | Cuba           | 1 : 3 | Italia         | 21-25 | 25-22 | 19-25 | 13-25 | -     | 78-97   |
| 7 Jun | 15:30 | Francia        | 3 : 1 | Países Bajos   | 25-20 | 20-25 | 25-19 | 25-22 | -     | 95-86   |
| 7 Jun | 19:00 | Estados Unidos | 3 : 1 | Serbia         | 23-25 | 25-15 | 25-23 | 25-14 | -     | 98-77   |
| 8 Jun | 12:00 | Cuba           | 3 : 2 | Francia        | 25-18 | 20-25 | 23-25 | 25-22 | 15-10 | 108-100 |
| 8 Jun | 15:30 | Canadá         | 3 : 1 | Estados Unidos | 25-16 | 19-25 | 26-24 | 28-26 | -     | 98-91   |
| 8 Jun | 19:00 | Serbia         | 2 : 3 | Argentina      | 26-28 | 18-25 | 25-18 | 25-22 | 13-15 | 107-108 |
| 9 Jun | 10:00 | Italia         | 3 : 0 | Países Bajos   | 25-18 | 25-15 | 25-21 | -     | -     | 75-54   |
| 9 Jun | 13:30 | Argentina      | 2 : 3 | Francia        | 19-25 | 17-25 | 25-22 | 28-26 | 9-15  | 98-113  |
| 9 Jun | 17:00 | Canadá         | 1 : 3 | Serbia         | 25-21 | 20-25 | 18-25 | 23-25 | -     | 86-96   |

#### Semana 3
- Del 18 al 23 de junio

Grupo 5
- Sede:  Arena Stožice
- Todos los horarios corresponden a la hora de Ljubljana, Eslovenia ( UTC+01:00 )

| Fecha  | Hora  | Equipo 1  | Sets  | Equipo 2  | Set 1 | Set 2 | Set 3 | Set 4 | Set 5 | Total   |
| ------ | ----- | --------- | ----- | --------- | ----- | ----- | ----- | ----- | ----- | ------- |
| 18 Jun | 15:30 | Bulgaria  | 3 : 1 | Turquía   | 27-25 | 25-20 | 12-25 | 25-22 | -     | 89-92   |
| 18 Jun | 19:30 | Eslovenia | 3 : 0 | Argentina | 25-23 | 25-22 | 29-27 | -     | -     | 79-72   |
| 19 Jun | 15:30 | Cuba      | 2 : 3 | Serbia    | 25-22 | 25-21 | 16-25 | 21-25 | 12-15 | 99-108  |
| 19 Jun | 19:30 | Italia    | 0 : 3 | Polonia   | 22-25 | 21-25 | 22-25 | -     | -     | 65-75   |
| 20 Jun | 12:00 | Turquía   | 0 : 3 | Argentina | 17-25 | 18-25 | 20-25 | -     | -     | 55-75   |
| 20 Jun | 15:30 | Bulgaria  | 0 : 3 | Italia    | 25-27 | 20-25 | 21-25 | -     | -     | 66-75   |
| 20 Jun | 19:30 | Cuba      | 2 : 3 | Eslovenia | 22-25 | 25-20 | 21-25 | 31-29 | 8-15  | 107-114 |
| 21 Jun | 12:00 | Argentina | 0 : 3 | Polonia   | 19-25 | 18-25 | 22-25 | -     | -     | 59-75   |
| 21 Jun | 15:30 | Bulgaria  | 0 : 3 | Cuba      | 18-25 | 20-25 | 18-25 | -     | -     | 56-75   |
| 21 Jun | 19:30 | Turquía   | 1 : 3 | Serbia    | 25-20 | 19-25 | 23-25 | 21-25 | -     | 88-95   |
| 22 Jun | 12:00 | Bulgaria  | 0 : 3 | Argentina | 22-25 | 17-25 | 20-25 | -     | -     | 59-75   |
| 22 Jun | 15:30 | Serbia    | 2 : 3 | Polonia   | 21-25 | 25-21 | 18-25 | 25-22 | 11-15 | 100-108 |
| 22 Jun | 19:30 | Eslovenia | 3 : 0 | Italia    | 25-19 | 25-21 | 25-19 | -     | -     | 75-59   |
| 23 Jun | 12:00 | Cuba      | 0 : 3 | Polonia   | 17-25 | 20-25 | 20-25 | -     | -     | 57-75   |
| 23 Jun | 15:30 | Turquía   | 1 : 3 | Italia    | 21-25 | 26-24 | 19-25 | 21-25 | -     | 87-99   |
| 23 Jun | 19:30 | Serbia    | 2 : 3 | Eslovenia | 13-25 | 27-25 | 14-25 | 25-22 | 12-15 | 91-112  |

Grupo 6
- Sede:  Mall of Asia Arena
- Todos los horarios corresponden a la hora de Manila, Filipinas ( UTC+08:00 )

| Fecha  | Hora  | Equipo 1     | Sets  | Equipo 2       | Set 1  | Set 2 | Set 3 | Set 4 | Set 5 | Total   |
| ------ | ----- | ------------ | ----- | -------------- | ------ | ----- | ----- | ----- | ----- | ------- |
| 18 Jun | 15:00 | Países Bajos | 1 : 3 | Brasil         | 26-24  | 23-25 | 29-31 | 20-25 | -     | 98-105  |
| 18 Jun | 19:00 | Canadá       | 3 : 2 | Japón          | 25-21  | 20-25 | 25-15 | 20-25 | 15-10 | 105-96  |
| 19 Jun | 15:00 | Alemania     | 3 : 1 | Francia        | 25-23  | 25-27 | 25-20 | 25-23 | -     | 100-93  |
| 19 Jun | 19:00 | Irán         | 3 : 2 | Estados Unidos | 26-28  | 25-23 | 25-18 | 26-28 | 15-13 | 117-100 |
| 20 Jun | 11:00 | Alemania     | 0 : 3 | Canadá         | 19-25  | 18-25 | 21-25 | -     | -     | 58-75   |
| 20 Jun | 15:00 | Irán         | 3 : 2 | Países Bajos   | 25-22  | 22-25 | 25-21 | 20-25 | 15-10 | 107-103 |
| 20 Jun | 19:00 | Brasil       | 2 : 3 | Estados Unidos | 21-25  | 25-18 | 21-25 | 25-22 | 9-15  | 101-105 |
| 21 Jun | 11:00 | Irán         | 0 : 3 | Francia        | 21-25  | 17-25 | 20-25 | -     | -     | 58-75   |
| 21 Jun | 15:00 | Canadá       | 3 : 0 | Brasil         | 26-24  | 25-19 | 26-24 | -     | -     | 77-67   |
| 21 Jun | 19:00 | Países Bajos | 0 : 3 | Japón          | 18-25  | 19-25 | 20-25 | -     | -     | 57-75   |
| 22 Jun | 11:00 | Alemania     | 1 : 3 | Estados Unidos | 23-25  | 25-21 | 24-26 | 23-25 | -     | 95-97   |
| 22 Jun | 15:00 | Canadá       | 3 : 2 | Países Bajos   | 21-25  | 25-22 | 28-26 | 14-25 | 15-9  | 103-107 |
| 22 Jun | 19:00 | Francia      | 2 : 3 | Japón          | 25-17  | 25-19 | 16-25 | 23-25 | 10-15 | 99-101  |
| 23 Jun | 11:00 | Alemania     | 3 : 0 | Irán           | 25-20  | 25-23 | 25-20 | -     | -     | 75-63   |
| 23 Jun | 15:00 | Francia      | 3 : 2 | Brasil         | 25-23- | 27-29 | 13-25 | 25-19 | 18-16 | 108-112 |
| 23 Jun | 19:00 | Japón        | 3 : 0 | Estados Unidos | 25-20  | 25-23 | 25-19 | -     | -     | 75-62   |

## Ronda final
- Del 27 al 30 de junio

- Sede:  Atlas Arena
- Todos los horarios corresponden a la hora de Łódź, Polonia ( UTC+02:00 ).

|  | Cuartos de final | Cuartos de final | Cuartos de final |         |   | Semifinales | Semifinales | Semifinales |   |               | Final         | Final         | Final       |  |
|  | 27 y 28 de junio | 27 y 28 de junio | 27 y 28 de junio |         |   | 29 de junio | 29 de junio | 29 de junio |   |               | 30 de junio   | 30 de junio   | 30 de junio |  |
|  |                  |                  |                  |         |   |             |             |             |   |               |               |               |             |  |
|  |                  |                  |                  |         |   |             |             |             |   |               |               |               |             |  |
|  | 1                | Eslovenia        | 3                |         |   |             |             |             |   |               |               |               |             |  |
|  | 1                | Eslovenia        | 3                |         |   |             |             |             |   |               |               |               |             |  |
|  | 8                | Argentina        | 2                |         |   |             |             |             |   |               |               |               |             |  |
|  | 8                | Argentina        | 2                |         | 1 | Eslovenia   | 0           |             |   |               |               |               |             |  |
|  |                  |                  |                  |         | 1 | Eslovenia   | 0           |             |   |               |               |               |             |  |
|  |                  |                  | 4                | Japón   | 3 |             |             |             |   |               |               |               |             |  |
|  | 4                | Japón            | 4                | Japón   | 3 | 3           |             |             |   |               |               |               |             |  |
|  | 4                | Japón            |                  |         |   |             |             |             |   |               |               |               |             |  |
|  | 5                | Canadá           | 0                |         |   |             |             |             |   |               |               |               |             |  |
|  | 5                | Canadá           | 0                |         |   |             |             |             |   | 4             | Japón         | 1             |             |  |
|  |                  |                  |                  |         |   |             |             |             |   | 4             | Japón         | 1             |             |  |
|  |                  |                  | 6                | Francia | 3 |             |             |             |   |               |               |               |             |  |
|  | 2                | Polonia          | 6                | Francia | 3 | 3           |             |             |   |               |               |               |             |  |
|  | 2                | Polonia          |                  |         |   |             |             |             |   |               |               |               |             |  |
|  | 7                | Brasil           | 1                |         |   |             |             |             |   |               |               |               |             |  |
|  | 7                | Brasil           | 1                |         | 2 | Polonia     | 2           |             |   | Tercer puesto | Tercer puesto | Tercer puesto |             |  |
|  |                  |                  |                  |         | 2 | Polonia     | 2           |             |   | Tercer puesto | Tercer puesto | Tercer puesto |             |  |
|  |                  |                  | 6                | Francia | 3 |             |             |             |   |               |               |               |             |  |
|  | 3                | Italia           | 6                | Francia | 3 | 2           |             |             | 1 | Eslovenia     | 0             |               |             |  |
|  | 3                | Italia           |                  |         |   |             |             |             | 1 | Eslovenia     | 0             |               |             |  |
|  | 6                | Francia          | 3                |         |   |             |             |             |   |               | 2             | Polonia       | 3           |  |
|  | 6                | Francia          | 3                |         |   |             |             |             |   |               | 2             | Polonia       | 3           |  |
|  |                  |                  |                  |         |   |             |             |             |   |               |               |               |             |  |

### Cuartos de final
| Fecha       | Hora  | Equipo 1  | Sets  | Equipo 2  | Set 1 | Set 2 | Set 3 | Set 4 | Set 5 | Total   |
| ----------- | ----- | --------- | ----- | --------- | ----- | ----- | ----- | ----- | ----- | ------- |
| 27 de junio | 17:00 | Japón     | 3 : 0 | Canadá    | 26-24 | 25-18 | 26-24 | -     | -     | 77-66   |
| 27 de junio | 20:00 | Polonia   | 3 : 1 | Brasil    | 18-25 | 25-23 | 25-22 | 25-16 | -     | 93-86   |
| 28 de junio | 17:00 | Italia    | 2 : 3 | Francia   | 25-19 | 20-25 | 25-22 | 22-25 | 11-15 | 103-106 |
| 28 de junio | 20:00 | Eslovenia | 3 : 2 | Argentina | 19-25 | 25-17 | 17-25 | 29-27 | 15-7  | 105-101 |

### Semifinales
| Fecha       | Hora  | Equipo 1  | Sets  | Equipo 2 | Set 1 | Set 2 | Set 3 | Set 4 | Set 5 | Total   |
| ----------- | ----- | --------- | ----- | -------- | ----- | ----- | ----- | ----- | ----- | ------- |
| 29 de junio | 17:00 | Polonia   | 2 : 3 | Francia  | 25-22 | 22-25 | 23-25 | 25-20 | 16-18 | 111-110 |
| 29 de junio | 20:00 | Eslovenia | 0 : 3 | Japón    | 21-25 | 25-27 | 29-31 | -     | -     | 75-83   |

### Tercer lugar
| Fecha       | Hora  | Equipo 1  | Sets  | Equipo 2 | Set 1 | Set 2 | Set 3 | Set 4 | Set 5 | Total |
| ----------- | ----- | --------- | ----- | -------- | ----- | ----- | ----- | ----- | ----- | ----- |
| 30 de junio | 17:00 | Eslovenia | 0 : 3 | Polonia  | 24-26 | 16-25 | 17-25 | -     | -     | 57-76 |

### Final
| Fecha       | Hora  | Equipo 1 | Sets  | Equipo 2 | Set 1 | Set 2 | Set 3 | Set 4 | Set 5 | Total |
| ----------- | ----- | -------- | ----- | -------- | ----- | ----- | ----- | ----- | ----- | ----- |
| 30 de junio | 20:00 | Japón    | 1 : 3 | Francia  | 23-25 | 25-18 | 23-25 | 23-25 | -     | 94-93 |

## Posiciones finales
| Pos.              | Equipo         |
| ----------------- | -------------- |
| Medalla de oro    | Francia        |
| Medalla de plata  | Japón          |
| Medalla de bronce | Polonia        |
| 4                 | Eslovenia      |
| 5                 | Italia         |
| 6                 | Canadá         |
| 7                 | Brasil         |
| 8                 | Argentina      |
| 9                 | Cuba           |
| 10                | Serbia         |
| 11                | Alemania       |
| 12                | Estados Unidos |
| 13                | Países Bajos   |
| 14                | Bulgaria       |
| 15                | Irán           |
| 16                | Turquía        |

| \| \| \| \| \| Campeón Francia[4] 2.º título \| Plantel: 2 Jenia Grebennikov, 4 Jean Patry, 6 Benjamin Toniutti , 7 Kevin Tillie, 9 Earvin N'Gapeth, 11 Antoine Brizard, 14 Nicolas Le Goff, 16 Daryl Bultor,17 Trévor Clévenot, 19 Yacine Louati, 20 Benjamin Diez, 21 Théo Faure, 23 Timothée Carle , 25 Quentin Jouffroy, 31 Joris Seddik Entrenador: Andrea Giani |
| |
| |
| Campeón Francia 2.º título |

|                            |
|                            |
| Campeón Francia 2.º título |

## Distinciones individuales
| Categoría                 | Ganadora                          |
| ------------------------- | --------------------------------- |
| Jugador Más Valioso (MVP) | Antoine Brizard                   |
| Mejor colocador / armador | Antoine Brizard                   |
| Mejor atacante opuesto    | Jean Patry                        |
| Mejor punta / receptor    | Yūki Ishikawa Tomasz Fornal       |
| Mejor central / medio     | Nicolas Le Goff Jakub Kochanowski |
| Mejor líbero              | Tomohiro Yamamoto                 |
| Mayor anotador            | Tonček Štern (320 pts)            |